# Libra manesa
La libra manesa o libra de la isla de Man (manés: Punt Ellan Vannin; inglés: Manx pound) es la divisa oficial de la isla de Man, una dependencia de la Corona británica. Es emitida por el Gobierno de la Isla de Man (Reiltys Ellan Vannin en manés, Isle of Man Government en inglés). A pesar de todo, la libra manesa no es, legalmente hablando, una unidad monetaria independiente, sino que se trata de una emisión especial de libra esterlina para la isla.
Al no tratarse de una moneda independiente, no tiene un código ISO 4217 específico. Por lo tanto, comparte el código estándar internacional de las monedas británicas, GBP, si bien se acostumbra a utilizar también el código no oficial IMP. El símbolo más habitual de la libra manesa es £. Se subdivide en 100 peniques.
La isla de Man emite billetes desde 1840; y desde 1971, año en que se lleva a cabo la decimalización de la libra esterlina, emite también monedas. La libra manesa tiene el mismo valor que la esterlina y ambas pueden ser utilizadas en la isla, cosa que no sucede al revés, ya que la libra manesa no se acepta en el Reino Unido. Esto se aplica sobre todo en el caso de los billetes, ya que las monedas sí que circulan en el Reino Unido debido a que tienen la misma forma y tamaño que las británicas.

## Monedas y billetes
Circulan monedas de 1, 2, 5, 10, 20 y 50 peniques, y de 1, 2 y 5 libras, y billetes de 1, 5, 10, 20 y 50 libras. 
El anverso, tanto de las monedas como de los billetes, cuenta con la efigie de la reina Isabel II del Reino Unido, mientras que el reverso muestra paisajes y elementos tradicionales de la isla de Man, como por ejemplo el trisquel en las monedas de una corona.